# جورج بوتير
جورج بوتير (3 أكتوبر 1878 - ) (بالإنجليزية: George Potter)‏ هو لاعب كريكت بريطاني.

## وصلات خارجية
- جورج بوتير على موقع إي آس بي آن كريك إنفو (الإنجليزية)